# Granitoïde
Cet article court présente un sujet plus développé dans : Granite.

Classification simplifiée de Streckeisen des roches plutoniques. Le champ des granitoïdes couvre les roches constituées entre 20 et 60 % de quartz en proportion modale.

Un granitoïde ou roche granitique est une variété de roche magmatique plutonique principalement composée de feldspaths et de quartz. Ce terme regroupe principalement les différentes variétés de granite, la granodiorite, la trondhjémite et la tonalite. En fonction des auteurs, ce terme peut également englober les syénitoïdes : les différentes variétés de monzonite et de syénite.